# Osmán Huerta
Osmán Alexis Huerta Cabezas (* 16. Juni 1989 in Antofagasta) ist ein ehemaliger chilenischer Fußballspieler. Der Stürmer gewann eine chilenische Meisterschaft.

## Karriere
Osmán Huerta begann seine Profikarriere 2007 bei Deportes Antofagasta, wo er bis 2017 unter Vertrag stand, jedoch mehrmals an andere chilenische Klubs verliehen war. Seinen größten Erfolg feierte der Offensivakteur beim CD O’Higgins, mit dem er in der Apertura 2013/14 Meister wurde. Im Jahr 2018 beendete er seine Profikarriere bei Coquimbo Unido.

## Erfolge
O’Higgins
- Chilenischer Meister: 2013/14-A
- Chilenischer Supercup-Sieger: 2014